# جون إلدريدج
جون إلدريدج (بالإنجليزية: John Eldredge (actor))‏ (و. 1904 – 1961 م) هو ممثل، وممثل تلفزيوني من الولايات المتحدة الأمريكية . ولد في سان فرانسيسكو .
توفي في لاغونا بيتش، أورانج، كاليفورنيا .

## روابط خارجية
- جون إلدريدج على موقع IMDb (الإنجليزية)
- جون إلدريدج على موقع أول موفي (الإنجليزية)
- جون إلدريدج على موقع قاعدة بيانات برودواي على الإنترنت (الإنجليزية)
- جون إلدريدج على موقع قاعدة بيانات الفيلم (الإنجليزية)